# Arkadij Ukupnik
Arkadij Semënovič Ukupnik (in russo Аркадий Семёнович Укупник?; Kam"janec'-Podil's'kyj, 18 febbraio 1953) è un cantautore e musicista russo, già sovietico.

## Discografia
- 1993 – Vostok – delo tonkoe
- 1994 – Ballada o Štirlice
- 1995 – Sim-Sim, otkrojsja!
- 1996 – Muzyka dlja mužčin
- 1998 – Poplavok
- 1998 – Grust'
- 2000 – Sovsem dgrugoe kino
- 2005 – Ne moi pesni
- 2006 – Kryl'ev u korov ne byvaet

## Onorificenze
- 2004 – Artista onorato della Federazione Russa[2]